# Nicoxcotla
Nicoxcotla är en ort i Mexiko.   Den ligger i kommunen Tezonapa och delstaten Veracruz, i den sydöstra delen av landet, 260 km öster om huvudstaden Mexico City. Nicoxcotla ligger 847 meter över havet och antalet invånare är 168.
Terrängen runt Nicoxcotla är varierad. Runt Nicoxcotla är det ganska tätbefolkat, med 100 invånare per kvadratkilometer. Närmaste större samhälle är Cuitláhuac, 16,0 km nordost om Nicoxcotla. I omgivningarna runt Nicoxcotla växer i huvudsak städsegrön lövskog.